# Jiangsu Classic 2008
Das Jiangsu Classic 2008 (auch: Guolian Securities Jiangsu Classic) war ein Snookerturnier, das vom 4. bis 8. Juni 2008 in Nanjing und in Wuxi ausgetragen wurde. Es war ein Einladungsturnier im Rahmen der Main Tour der Snooker-Saison 2008/09. 
Im Endspiel konnte sich Ding Junhui in einem knappen Entscheidungsframe mit 6:5 gegen Mark Selby durchsetzen.

## Preisgeld
- Sieger: 20.000 £
- Finalist: 9.000 £
- Halbfinalisten: 4.000 £
- Gruppendritte: 2.000 £
- Gruppenvierte: 1.000 £
- Antrittsgeld für Profis: 2.500 £
- Höchstes Break: 1.000 £

- Insgesamt: 64.000 £

## Gruppenphase
Die Gruppenphase fand im Nanjing Olympic Sports Center in Nanjing statt.

### Gruppe 1
| \| Platz \| Spieler \| Spiele \| Siege \| Frames gewonnen \| Frames verloren \| Bilanz \| \| ----- \| -------------- \| ------ \| ----- \| --------------- \| --------------- \| ------ \| \| 1 \| Joe Perry \| 5 \| 5 \| 10 \| 2 \| +8 \| \| 2 \| Ryan Day \| 5 \| 4 \| 8 \| 4 \| +4 \| \| 3 \| Jin Long \| 5 \| 2 \| 6 \| 6 \| 0 \| \| 4 \| Shaun Murphy \| 5 \| 2 \| 5 \| 7 \| −2 \| \| 5 \| Liang Wenbo \| 5 \| 1 \| 4 \| 8 \| −4 \| \| 6 \| Neil Robertson \| 5 \| 1 \| 3 \| 9 \| −6 \| | 50+-Breaks sind durch Klammern gekennzeichnet (). Century-Breaks sind durch Fettschrift gekennzeichnet. - Shaun Murphy 2:0 Jin Long → (80) 137:0, (65) 107:0 - Neil Robertson 0:2 Liang Wenbo → 54:59, 3:115 (89) - Ryan Day 0:2 Joe Perry → 43:65, 9:63 (62) - Shaun Murphy 2:1 Liang Wenbo → 72:52, 1:85 (76), 69:18 - Ryan Day 2:1 Neil Robertson → 73:50, 30:68 (64), (59) 68:23 - Shaun Murphy 1:2 Neil Robertson → 7:81, 72:(52), 37:71 - Joe Perry 2:1 Jin Long → 72:23, 40:72, 77:40 - Ryan Day 2:1 Jin Long → 0:(86), (100):0, (73) 77:0 - Joe Perry 2:1 Liang Wenbo → 40:76, 61:44, (77) 83:1 - Ryan Day 2:0 Liang Wenbo → (91) 92:28, (89):20 - Shaun Murphy 0:2 Joe Perry → 44:64, ?:? - Neil Robertson 0:2 Jin Long → 26:59 (59), 8:92 - Liang Wenbo 0:2 Jin Long → 40:80, 0:91 (62) - Neil Robertson 0:2 Joe Perry → 6:94, 43:92 (81) - Shaun Murphy 0:2 Ryan Day → 7:98 (62), 58:70 |        |       |                 |                 |        |
| Platz | Spieler | Spiele | Siege | Frames gewonnen | Frames verloren | Bilanz |
| 1 | Joe Perry | 5      | 5     | 10              | 2               | +8     |
| 2 | Ryan Day | 5      | 4     | 8               | 4               | +4     |
| 3 | Jin Long | 5      | 2     | 6               | 6               | 0      |
| 4 | Shaun Murphy | 5      | 2     | 5               | 7               | −2     |
| 5 | Liang Wenbo | 5      | 1     | 4               | 8               | −4     |
| 6 | Neil Robertson | 5      | 1     | 3               | 9               | −6     |

### Gruppe 2
| \| Platz \| Spieler \| Spiele \| Siege \| Frames gewonnen \| Frames verloren \| Bilanz \| \| ----- \| ----------- \| ------ \| ----- \| --------------- \| --------------- \| ------ \| \| 1 \| Ding Junhui \| 5 \| 5 \| 10 \| 2 \| +8 \| \| 2 \| Mark Selby \| 5 \| 3 \| 7 \| 6 \| +1 \| \| 3 \| Peter Ebdon \| 5 \| 2 \| 7 \| 8 \| −1 \| \| 4 \| Liu Chuang \| 5 \| 2 \| 5 \| 7 \| −2 \| \| 5 \| Ali Carter \| 5 \| 2 \| 5 \| 8 \| −3 \| \| 6 \| Li Hang \| 5 \| 1 \| 5 \| 8 \| −3 \| | 50+-Breaks sind durch Klammern gekennzeichnet (). Century-Breaks sind durch Fettschrift gekennzeichnet. - Mark Selby 2:1 → Li Hang 57:7, 2:66 (64), (100) 119:4 - Peter Ebdon 1:2 Liu Chuang → (66) 79:25, (53):55, 35:59 - Ali Carter 0:2 Ding Junhui → 15:109 (108), 2:64 - Mark Selby 2:0 Liu Chuang → (102) 111:0, (86):33 - Ali Carter 2:1 Peter Ebdon → (68) 69:0, 0:102 (93), 68:35 - Ding Junhui 2:1 Li Hang → (72):0, 31:70 (54), 85:44 - Mark Selby 1:2 Peter Ebdon → 71:43, 16:(100), 20:82 (68) - Ali Carter 0:2 Li Hang → 0:79 (75), 4:50 - Ding Junhui 2:0 Liu Chuang → (77) 78:11, 61:54 - Ali Carter 2:1 Liu Chuang → 68:52, 23:72, 62:55 - Mark Selby 0:2 Ding Junhui → 10:(110), 30:69 - Peter Ebdon 2:1 Li Hang → (60) 84:8, 35:73, 66:17 - Liu Chuang 2:0 Li Hang → 68:8, 65:18 - Peter Ebdon 1:2 Ding Junhui → 2:76, (59) 77:0, 66:68 - Mark Selby 2:1 Ali Carter → (62) 67:24, 0:124 (52,72), (72):1 |        |       |                 |                 |        |
| Platz | Spieler | Spiele | Siege | Frames gewonnen | Frames verloren | Bilanz |
| 1 | Ding Junhui | 5      | 5     | 10              | 2               | +8     |
| 2 | Mark Selby | 5      | 3     | 7               | 6               | +1     |
| 3 | Peter Ebdon | 5      | 2     | 7               | 8               | −1     |
| 4 | Liu Chuang | 5      | 2     | 5               | 7               | −2     |
| 5 | Ali Carter | 5      | 2     | 5               | 8               | −3     |
| 6 | Li Hang | 5      | 1     | 5               | 8               | −3     |

## Endrunde
|  | Halbfinale 6. Juni, Nanjing Best of 7 Frames | Halbfinale 6. Juni, Nanjing Best of 7 Frames | Halbfinale 6. Juni, Nanjing Best of 7 Frames |  |  | Finale 8. Juni, Wuxi Best of 11 Frames | Finale 8. Juni, Wuxi Best of 11 Frames | Finale 8. Juni, Wuxi Best of 11 Frames |
|  |                                              |                                              |                                              |  |  |                                        |                                        |                                        |
|  |                                              |                                              |                                              |  |  |                                        |                                        |                                        |
|  | England                                      | Joe Perry                                    | 1                                            |  |  |                                        |                                        |                                        |
|  | England                                      | Mark Selby*                                  | 4                                            |  |  |                                        |                                        |                                        |
|  |                                              |                                              |                                              |  |  | England                                | Mark Selby                             | 5                                      |
|  |                                              |                                              |                                              |  |  | China Volksrepublik                    | Ding Junhui                            | 6                                      |
|  | China Volksrepublik                          | Ding Junhui**                                | 4                                            |  |  |                                        |                                        |                                        |
|  | Wales                                        | Ryan Day                                     | 0                                            |  |  |                                        |                                        |                                        |
|  |                                              |                                              |                                              |  |  |                                        |                                        |                                        |

* 32:71, (51) 75:43, 1:75 (52), 1:81 (74), 22:97 (81)

** (52) 75:21, (81) 85:0, (75) 120:1, (108) 120:0

## Finale
Mit dem Finale wurde das Wuxi Sports Center als Snooker-Veranstaltungsort eingeweiht.
| Finale: Best of 11 Frames                                                                             |                |             |
| Mark Selby                                                                                            | 5:6            | Ding Junhui |
| 63:50, 52:60, 67:41, 36:76(50), 24:68(59), 38:77 49:(70), 85(64):44, 93(85):14, 75(74):0, (52):77(61) |                |             |
| 85 | Höchstes Break | 70          |
| 0 | Century-Breaks | 0           |
| 4 | 50+-Breaks     | 4           |

## Century-Breaks
| Ding Junhui | 110, 108 (2×) |
| Mark Selby  | 102, 100      |
| Ryan Day    | 100           |
| Peter Ebdon | 100           |